# Erik Bengtsson Starin
Erik Bengtsson Starin, född i Roslagen, död i februari 1709 i Stockholm, var en svensk silversmed.
Starin var gift med Sigrid Ehrenström och blev mästare i Stockholm 1686. Han var en av de svenska silversmeder som fortsatte tillverkningen av praktfulla dryckeskannor med drivna figur och ornamentsutsmyckningar i tysk barockstil under 1700-talets första år. Förutom dryckeskannor utförde han en del kyrkligt silver till olika kyrkor. För Maria kyrka i Stockholm utförde han ett dopfat 1680 som på bottenfältet visar en framställning av Kristi dop. De mytologiska och religiösa figurscener som pryder hans arbeten består oftast av den traditionella tyska dekoren som ibland importerades färdigtillverkad från Tyskland och monterades på lokalt tillverkade arbeten. I några av hans arbeten kan man även spåra ett engelskt stilinflytande där han har tillverkat bland annat en silverskål i så kallad cut-card-teknik som är dekorerad med tunna bladornament urklippta ur en silverplåt och därefter fastlödda på skål och lock. Starin är representerad vid Nationalmuseum, Designmuseum Danmark i Köpenhamn och Gustaf V:s stiftelse.